# عبدالله یکم مرابطی
عبدالله بن یاسین (متوفای ۷ ژوئیه ۱۰۵۹) یزدان‌شناس و بنیان‌نهای جنبش و دودمان مرابطی بود. او از اعضای قبیله جزوله بود و به‌همین دلیل او را جزولی می‌خواندند. پدرش یاسین بن مکوک بن سیر بن علی جزولی تامنراتی بود. پس از او، یحیی یکم به سرکردگی جنبش و دودمان مرابطی رسید.